# دارين ويبر (سياسي)
دارين ويبر هو سياسي أسترالي، ولد في 29 يونيو 1981 في غوسفورد في أستراليا. نشط حزبياً في الحزب الليبرالي الأسترالي. وقد انتخب عضو الجمعية التشريعية لنيو ساوث ويلز ‏.